# فونتن لا رو
فونتن لا رو (انگلیسی: Fontaine La Rue؛ ۲ دسامبر ۱۸۹۷ – ۲۰ نوامبر ۱۹۷۶) بازیگر اهل ایالات متحده آمریکا بود.
از فیلم‌هایی که وی در آن‌ها نقش داشته‌است، می‌توان به چکمه‌ها، عشق، چپاول و تصادف و فتی و میبل در نمایشگاه سن دیگو اشاره نمود.